# Brianit
Brianit ist ein sehr selten vorkommendes Mineral aus der Mineralklasse der „Phosphate, Arsenate und Vanadate“ mit der chemischen Zusammensetzung Na2CaMg[PO4]2 und damit chemisch gesehen ein Natrium-Calcium-Magnesium-Phosphat.
Brianit kristallisiert im monoklinen Kristallsystem, konnte bisher jedoch nur in Form von unregelmäßigen Körnern bis etas 0,2 mm Größe und polysynthetischen Kristallzwillingen mit lamellarer Struktur nach {100} gefunden werden. Das Mineral ist farblos und durchsichtig, kann durch vielfache Lichtbrechung aufgrund von Gitterfehlern oder polykristalliner Ausbildung aber auch durchscheinend weiß sein. Die Kornoberflächen zeigen einen glasähnlichen Glanz.
Bisher konnte Brianit ausschließlich als Bestandteil von Meteoriten nachgewiesen werden.

## Etymologie und Geschichte
Erstmals entdeckt wurde Brianit zusammen mit Panethit bei der Untersuchung des Eisenmeteoriten Dayton aus der Gruppe der Oktaedrite mit der Klassenbezeichnung IAB-sLH, der 1892 mit einem vermuteten Gesamtgewicht von 26,3 kg nahe der gleichnamigen Stadt im Montgomery County des US-Bundesstaates Ohio gefunden worden war. Die Analyse und Erstbeschreibung erfolgte durch Louis H. Fuchs, E. Olsen und Edward P. Henderson (1898–1992), die das Mineral nach dem neuseeländisch-amerikanischen Geochemiker Brian Harold Mason (1917–2009) benannten, um seine Pionierarbeit auf dem Gebiet der Meteoritenkunde zu ehren.
Fuchs, Olsen und Henderson reichten ihre Untersuchungsergebnisse und den gewählten Namen 1966 bei der International Mineralogical Association (interne Eingangs-Nr. der IMA: 1966-030), die den Brianit als eigenständige Mineralart anerkannte. Die Publikation der Erstbeschreibung folgte ein Jahr später im Fachmagazin Geochimica et Cosmochimica Acta.
Das Typmaterial des Minerals wird im National Museum of Natural History in Washington, D.C. (USA) unter der Katalog-Nr. 1506 aufbewahrt.

## Klassifikation
Bereits in der veralteten 8. Auflage der Mineralsystematik nach Strunz gehörte der Brianit zur Mineralklasse der „Phosphate, Arsenate und Vanadate“ und dort zur Abteilung der „Wasserfreien Phosphate, Arsenate und Vanadate ohne fremde Anionen“ (Große Kationen und andere), wo er zusammen mit Stanfieldit die „Stanfieldit-Brianit-Gruppe“ mit der System-Nr. VII/A.04 und dem weiteren Mitglied Panethit bildete.
Im Lapis-Mineralienverzeichnis nach Stefan Weiß, das sich aus Rücksicht auf private Sammler und institutionelle Sammlungen noch nach dieser alten Form der Systematik von Karl Hugo Strunz richtet, erhielt das Mineral die System- und Mineral-Nr. VII/A.05-40. In der „Lapis-Systematik“ entspricht dies der ebenfalls der Abteilung „Wasserfreie Phosphate [PO4]3−, ohne fremde Anionen“, wobei in den Gruppen VII/A.02 bis VII/A.05 Phosphate mit mittelgroßen Kationen und vorwiegend Fe–Mn eingeordnet sind. Brianit bildet hier zusammen mit Bobdownsit, Farringtonit, Ferromerrillit, Gurimit, Panethit, Stanfieldit, Strontiowhitlockit, Tuit, Whitlockit und Wopmayit eine eigenständige, aber unbenannte Gruppe bildet (Stand 2018).
Auch die seit 2001 gültige und von der IMA zuletzt 2009 aktualisierte 9. Auflage der Strunz’schen Mineralsystematik ordnet den Brianit in die Abteilung der „Phosphate usw. ohne zusätzliche Anionen; ohne H2O“ ein. Diese ist weiter unterteilt nach der relativen Größe der beteiligten Kationen, so dass das Mineral entsprechend seiner Zusammensetzung in der Unterabteilung „Mit mittelgroßen und großen Kationen“ zu finden ist, wo es als einziges Mitglied die unbenannte Gruppe 8.AC.30 bildet.
Die vorwiegend im englischen Sprachraum gebräuchliche Systematik der Minerale nach Dana ordnet den Brianit ebenfalls in die Klasse der „Phosphate, Arsenate und Vanadate“ und dort in die Abteilung der „Wasserfreie Phosphate etc.“ ein. Hier ist er als einziges Mitglied in der unbenannten Gruppe 38.01.07 innerhalb der Unterabteilung „Wasserfreie Phosphate etc. A+B2+XO4“ zu finden.

## Chemismus
Der idealen Zusammensetzung von Brianit (Na2CaMg[PO4]2) zufolge besteht das Mineral im Verhältnis aus zwei Teilen Natrium (Na), je einem Teil Calcium und Magnesium sowie zwei Teilen des Phosphatkomplexes PO4 pro Formeleinheit. Dies entspricht einem Massenanteil (Gewichts-%) von 15,31 Gew.-% Na, 13,35 Gew.-% Ca, 8,09 Gew.-% Mg und 63,25 Gew.-% PO4, bestehend aus 20,63 Gew.-% Phosphor (P) und 42,62 Gew.-% Sauerstoff (O). oder in der Oxidform aus 20,6 Gew.-% Na2O, 18,67 Gew.-% CaO, 13,42 Gew.-% MgO und 47,27 Gew.-% P2O5.
Die Mikrosondenanalyse an sechs Körnern des Typmaterials aus dem Dayton-Meteoriten ergab dagegen eine leicht abweichende Zusammensetzung von 22,1 Gew.-% Na2O, 12,6 Gew.-% MgO, 18,8 Gew.-% CaO und 46,9 Gew.-% P2O5 sowie zusätzlich geringe Beimengungen von 0,5 Gew.-% FeO.
Die Verbindung konnte von den Erstbeschreibern auch synthetisch durch Erhitzen stöchiometrischer Mengen von CaO, MgO und Na2HPO4 dargestellt werden. Das Gemenge wurde zunächst auf 650 °C erhitzt, um H2O auszutreiben. Durch weiteres Erhitzen auf 1150 °C, eine nachfolgende Aufbereitung des Gemenges und nochmaliges Erhitzen auf 800 °C für zwei Monate entstand eine Verbindung, deren Röntgenbeugungsmuster identisch mit dem des Minerals war.

## Kristallstruktur
Brianit kristallisiert isostrukturell mit Merwinit in der monoklinen Raumgruppe P21/c (Raumgruppen-Nr. 14) mit den Gitterparametern a = 9,120 Å; b = 5,198 Å; c = 13,370 Å und β = 90,78° sowie vier Formeleinheiten pro Elementarzelle.
In der Kristallstruktur von Brianit werden sechsfach von Sauerstoff koordinierte Magnesium-Oktaeder (Mg[6]) von je drei Phosphat-Tetraedern (PO4) in einer Ebene (insgesamt sechs) umgeben, die über gemeinsam genutzte Ecken miteinander verknüpft sind. Die Lücken werden von Ca[12] und Na2[10]-Polyeder geschlossen, die über gemeinsame Kanten mit den Mg-Oktaedern und PO4-Tetraedern verbunden sind.
| Kristallstruktur von Brianit |
| - mit Blickrichtung parallel zur a-Achse - mit Blickrichtung parallel zur b-Achse - mit Blickrichtung parallel zur c-Achse - räumliche Darstellung in der kristallographischen Standardausrichtung - als Polyeder-Modell mit Blickrichtung parallel zur c-Achse |
| Farbtabelle: _ Na 0 _ Ca 0 _ Mg 0 _ P 0 _ O |

## Bildung und Fundorte
Brianit bildet sich als seltene Komponente in Phosphatnestern in Eisenmeteoriten. An seiner Typlokalität im Dayton-Meteoriten fand sich das Mineral in Paragenese mit Panethit, Albit, Enstatit und Whitlockit. Als weitere Begleitminerale können unter anderem Graphit, Kamacit, Schreibersit, Sphalerit, Taenit und Troilit auftreten.
Bisher konnte Brianit außer im Dayton-Meteoriten nur noch im IIICD-Eisenmeteoriten Morasko, der 1914 nahe Posen (Poznań) in Polen niederging, sowie im annormalen IIE-Eisen-Meteoriten Elga, der 1959 nahe Oimjakon (englisch Oymyakonsky) in der Republik Sacha im Fernen Osten Russlands gefunden wurde, entdeckt werden.